# Deutsche Kriegsgräberstätte Andilly
| Friedhof                                                                     | Friedhof           |
| ---------------------------------------------------------------------------- | ------------------ |
| Deutsche Kriegsgräberstätte Andilly (Cimetière militaire allemand d’Andilly) |                    |
| Land:                                                                        | Frankreich         |
| Département:                                                                 | Meurthe-et-Moselle |
| Ort:                                                                         | Andilly            |
| Einweihung:                                                                  | 29. September 1962 |

Die Deutsche Kriegsgräberstätte Andilly (frz. Cimetière militaire allemand d’Andilly) befindet sich in der französischen Gemeinde Andilly im Département Meurthe-et-Moselle. Sie liegt drei Kilometer vom Dorfkern entfernt, rund zehn Kilometer nördlich von Toul und ist mit 33.085 beigesetzten Toten die größte deutsche Kriegsgräberstätte des Zweiten Weltkriegs in Frankreich.

## Kampfhandlungen
Anfang September 1944 stießen die alliierten Truppen Richtung Deutschland vor: Vom Rhone-Tal bis zum Kamm der Vogesen und in die Rhein-Ebene. Die Kämpfe gegen die sich zurückziehenden deutschen Truppen verursachten auf beiden Seiten schwere Verluste.

## Vorübergehend gemeinsame Kriegsgräberstätte
Im Jahr 1944 legten die amerikanischen Truppen hier einen vorläufigen Friedhof für ihre eigenen Gefallenen und die der sich zurückziehenden deutschen Truppen an. Dieser vorläufige Friedhof umfasste 5.000 Gräber.
Nach dem Krieg überführten die Amerikaner ihre Soldaten in die Amerikanische Kriegsgräberstätte Saint-Avold. Dadurch wurde der Friedhof Andilly zur Deutschen Kriegsgräberstätte Andilly mit damals 5.000 Toten.

## Ständige Deutsche Kriegsgräberstätte

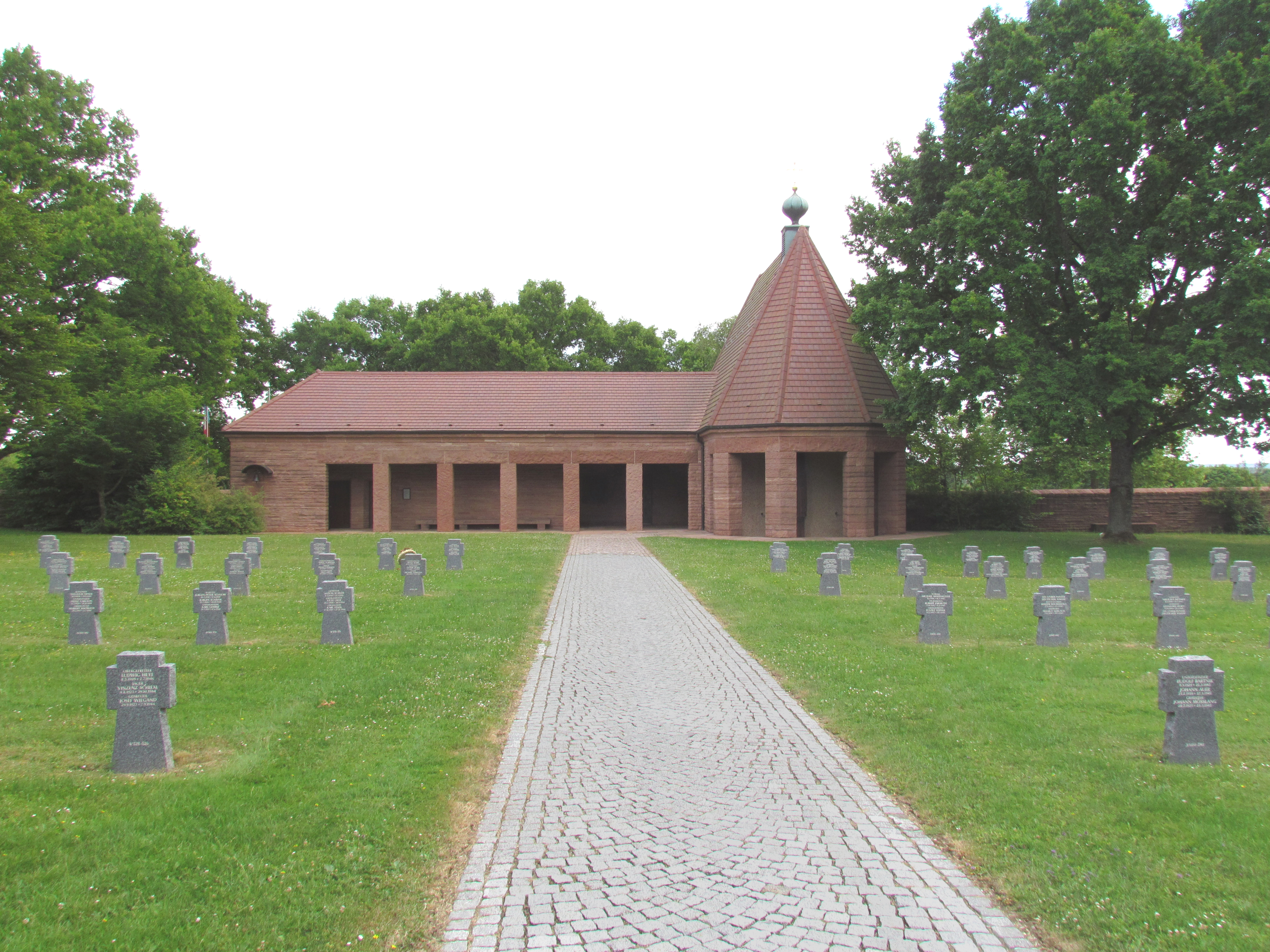
Eingangshalle

Nach Andilly wurden 575 deutsche Gefallene aus St. Avold und 4.891 aus Epinal-Dinoze umgebettet. Dadurch nahm die Zahl der Beigesetzten in Andilly auf 11.000 zu. Nach Abschluss des deutsch-französischen Kriegsgräberabkommens von 1954 wurde der Volksbund Deutsche Kriegsgräberfürsorge (in Französisch: Service d'Entretien des Sépultures Militaires Allemandes) Anfang der 1960er-Jahre von der deutschen Bundesregierung mit der Betreuung dieses Friedhofs und der Zusammenführung der deutschen Toten des Zweiten Weltkriegs in dieser Region beauftragt. Mitglieder und Spender des Volksbundes tragen zum Unterhalt des Friedhofes bei.
Ab 1957 hat der Volksbund die gefallenen deutschen Soldaten nach Andilly überführt, die in folgenden Gebieten beigesetzt waren: westlich von Metz und in elf Départements: Département Nièvre, Département Saône-et-Loire, Département Côte-d’Or, Département Haute-Marne, Département Jura, Département Doubs, Département Haute-Saône, Département Vosges, Territoire de Belfort, Département Meuse und Département Meurthe-et-Moselle. Dabei wurden auch 2.000 bis dahin unbekannte tote Soldaten in den Vogesen entdeckt und umgebettet. So entstand mit 33.085 Gräbern die größte deutsche Kriegsgräberstätte des Zweiten Weltkriegs in Frankreich. Im Frühjahr 1961 wurde der Friedhof gärtnerisch gestaltet in Form eines Haines, der von einem Wall mit Sträuchern und Bäumen umfasst wird. Er wurde am 29. September 1962 eingeweiht.

## Mahnmal für den Frieden
Am Eingang der Kriegsgräberstätte stehen die Worte:

„Les tombes de soldats sont les grands prédicateurs de la Paix (im Original: ‚Kriegsgräber sind die großen Prediger des Friedens‘)“

Teilnehmer aus ganz Europa helfen laufend bei der Instandhaltung des Friedhofes in sogenannten Workcamps und fördern so die Völkerverständigung.